# Івиця Олич
І́виця О́лич (хорв. Ivica Olić, МФА: [ˈiʋitsa ˈɔːlitɕ], нар. 14 вересня 1979, Давор) — хорватський футболіст, нападник. Виступав за національну збірну Хорватії. після завершення кар'єри — футбольний тренер. У 2021 році вперше у своїй тренерській кар'єрі став головним тренером, очоливши московський ЦСКА. З липня 2024 року очолює молодіжну збірну Хорватії.

## Клубна кар'єра
У дорослому футболі дебютував 1996 року виступами за команду клубу «Марсонія», в якій провів два сезони, взявши участь у 42 матчах чемпіонату.
1998 року уклав контракт з німецьким клубом «Герта», однак закріпитися у складі його команди не зміг і, провівши лише дві офіційні гри, повернувся до «Марсонії», кольори якої захищав як орендований гравець до 2001 року.
Протягом 2001—2003 років провів по одному сезону в командах грандів хорватського футболу, клубів «Загреб» та «Динамо» (Загреб).
Виступами за останню команду привернув увагу представників тренерського штабу російського клубу ЦСКА (Москва), до складу якого приєднався 2003 року. Відіграв за московських армійців наступні чотири сезони своєї ігрової кар'єри. У складі московського ЦСКА був одним з головних бомбардирів команди, маючи середню результативність на рівні 0,45 голу за гру першості. За роки, проведені в Росії, виборов три титули чемпіона Росії, ставав володарем Кубка УЄФА.
2007 року уклав контракт з німецьким клубом «Гамбург», у складі якого провів наступні два роки своєї кар'єри гравця. Більшість часу, проведеного у складі «Гамбурга», був основним гравцем атакувальної ланки команди. В новому клубі був серед найкращих голеодорів, відзначаючись забитим голом в середньому щонайменше у кожній третій грі чемпіонату.
До складу «Баварії» приєднався 2009 року. Наразі встиг відіграти за мюнхенський клуб 43 матчі в національному чемпіонаті. За цей час додав до переліку своїх трофеїв титул чемпіона Німеччини, ставав володарем Кубка Німеччини та Суперкубка Німеччини.
Три сезони відіграв у складі «Вольфсбурга».
З сезону 2015/16 виступає в складі «Гамбурга».
| Дата       | Місто                  | Господарі            | Результат               | Гості                | Турнір                | Голи | Примітки |
| ---------- | ---------------------- | -------------------- | ----------------------- | -------------------- | --------------------- | ---- | -------- |
| 13-02-2002 | Рієка                  | Хорватія             | 0 – 0                   | Болгарія             | товариський матч      | -    |          |
| 27-03-2002 | Загреб                 | Хорватія             | 0 – 0                   | Словенія             | товариський матч      | -    | 57'      |
| 17-04-2002 | Загреб                 | Хорватія             | 2 – 0                   | Боснія і Герцеговина | товариський матч      | 1    | 46'      |
| 08-05-2002 | Печ (Угорщина)         | Угорщина             | 0 – 2                   | Хорватія             | товариський матч      | -    | 59'      |
| 08-06-2002 | Касіма                 | Італія               | 1 – 2                   | Хорватія             | ЧС 2002 - 1-й етап    | 1    | 57'      |
| 13-06-2002 | Йокогама               | Еквадор              | 1 – 0                   | Хорватія             | ЧС 2002 - 1-й етап    | -    |          |
| 07-09-2002 | Осієк                  | Хорватія             | 0 – 0                   | Естонія              | Відбір до ЧЄ 2004     | -    |          |
| 12-10-2002 | Софія (місто)          | Болгарія             | 0 – 2                   | Хорватія             | Відбір до ЧЄ 2004     | -    | 46'      |
| 09-02-2003 | Шибеник (місто)        | Хорватія             | 2 – 2                   | Північна Македонія   | товариський матч      | -    | 62'      |
| 20-11-2002 | Тімішоара              | Румунія              | 0 – 1                   | Хорватія             | товариський матч      | -    | 30'      |
| 12-02-2003 | Спліт                  | Хорватія             | 0 – 0                   | Польща               | товариський матч      | -    |          |
| 30-04-2003 | Стокгольм              | Швеція               | 1 – 2                   | Хорватія             | товариський матч      | 1    | 77'      |
| 11-06-2003 | Таллінн                | Естонія              | 0 – 1                   | Хорватія             | Відбір до ЧЄ 2004     | -    | 90+3'    |
| 20-08-2003 | Іпсвіч (Англія)        | Англія               | 3 – 1                   | Хорватія             | товариський матч      | -    |          |
| 06-09-2003 | Андорра-ла-Велья       | Андорра              | 0 – 3                   | Хорватія             | Відбір до ЧЄ 2004     | -    | 57'      |
| 10-09-2003 | Брюссель               | Бельгія              | 2 – 1                   | Хорватія             | Відбір до ЧЄ 2004     | -    | 46'      |
| 11-10-2003 | Загреб                 | Хорватія             | 1 – 0                   | Болгарія             | Відбір до ЧЄ 2004     | 1    | 46'      |
| 15-11-2003 | Загреб                 | Хорватія             | 1 – 1                   | Словенія             | Відбір до ЧЄ 2004     | -    | 32' 46'  |
| 18-02-2004 | Спліт                  | Хорватія             | 1 – 2                   | Німеччина            | товариський матч      | -    | 58'      |
| 31-03-2004 | Загреб                 | Хорватія             | 2 – 2                   | Туреччина            | товариський матч      | -    | 12'      |
| 28-04-2004 | Скоп'є                 | Північна Македонія   | 0 – 1                   | Хорватія             | товариський матч      | -    | 46'      |
| 29-05-2004 | Рієка                  | Хорватія             | 1 – 0                   | Словаччина           | товариський матч      | 1    |          |
| 05-06-2004 | Копенгаген             | Данія                | 1 – 2                   | Хорватія             | товариський матч      | 1    | 65'      |
| 13-06-2004 | Лейрія                 | Швейцарія            | 0 – 0                   | Хорватія             | ЧЄ 2004 - 1-й етап    | -    | 46'      |
| 17-06-2004 | Лейрія                 | Хорватія             | 2 – 2                   | Франція              | ЧЄ 2004 - 1-й етап    | -    | 73'      |
| 21-06-2004 | Лісабон                | Хорватія             | 2 – 4                   | Англія               | ЧЄ 2004 - 1-й етап    | -    | 55'      |
| 04-09-2004 | Загреб                 | Хорватія             | 3 – 0                   | Угорщина             | Відбір до ЧС 2006     | -    | 74'      |
| 08-09-2004 | Гетеборг               | Швеція               | 0 – 1                   | Хорватія             | Відбір до ЧС 2006     | -    | 46'      |
| 26-03-2005 | Загреб                 | Хорватія             | 4 – 0                   | Ісландія             | Відбір до ЧС 2006     | -    | 67'      |
| 30-03-2005 | Загреб                 | Хорватія             | 3 – 0                   | Мальта               | Відбір до ЧС 2006     | -    | 46'      |
| 04-06-2005 | Софія (місто)          | Болгарія             | 1 – 3                   | Хорватія             | Відбір до ЧС 2006     | -    | 16' 90'  |
| 17-08-2005 | Спліт                  | Хорватія             | 1 – 1                   | Бразилія             | товариський матч      | -    | 51'      |
| 01-03-2006 | Базель                 | Хорватія             | 3 – 2                   | Аргентина            | товариський матч      | -    | 75'      |
| 23-05-2006 | Відень                 | Австрія              | 1 – 4                   | Хорватія             | товариський матч      | -    | 46'      |
| 28-05-2006 | Осієк                  | Хорватія             | 2 – 2                   | Іран                 | товариський матч      | -    | 58'      |
| 03-06-2006 | Вольфсбург             | Хорватія             | 0 – 1                   | Польща               | товариський матч      | -    | 46'      |
| 13-06-2006 | Берлін                 | Бразилія             | 1 – 0                   | Хорватія             | ЧС 2006 - 1-й етап    | -    | 57'      |
| 18-06-2006 | Нюрнберг               | Японія               | 0 – 0                   | Хорватія             | ЧС 2006 - 1-й етап    | -    | 70'      |
| 22-06-2006 | Штутгарт               | Хорватія             | 2 – 2                   | Австралія            | ЧС 2006 - 1-й етап    | -    | 74'      |
| 16-08-2006 | Ліворно                | Італія               | 0 – 2                   | Хорватія             | товариський матч      | -    | 77'      |
| 11-10-2006 | Загреб                 | Хорватія             | 2 – 0                   | Англія               | Відбір до ЧЄ 2008     | -    | 73'      |
| 15-11-2006 | Тель-Авів              | Ізраїль              | 3 – 4                   | Хорватія             | Відбір до ЧЄ 2008     | -    | 88'      |
| 02-06-2007 | Таллінн                | Естонія              | 0 – 1                   | Хорватія             | Відбір до ЧЄ 2008     | -    | 54'      |
| 06-06-2007 | Загреб                 | Хорватія             | 0 – 0                   | Росія                | Відбір до ЧЄ 2008     | -    | 83'      |
| 22-08-2007 | Сараєво                | Боснія і Герцеговина | 3 – 5                   | Хорватія             | товариський матч      | -    | 71'      |
| 08-09-2007 | Загреб                 | Хорватія             | 2 – 0                   | Естонія              | Відбір до ЧЄ 2008     | -    | 72'      |
| 13-10-2007 | Загреб                 | Хорватія             | 1 – 0                   | Ізраїль              | Відбір до ЧЄ 2008     | -    | 81'      |
| 16-10-2007 | Рієка                  | Хорватія             | 3 – 0                   | Словаччина           | товариський матч      | 2    | 70'      |
| 17-11-2007 | Скоп'є                 | Північна Македонія   | 2 – 0                   | Хорватія             | Відбір до ЧЄ 2008     | -    | 54'      |
| 21-11-2007 | Лондон                 | Англія               | 2 – 3                   | Хорватія             | Відбір до ЧЄ 2008     | 1    | 84'      |
| 06-02-2008 | Спліт                  | Хорватія             | 0 – 3                   | Нідерланди           | товариський матч      | -    | 46'      |
| 26-03-2008 | Глазго                 | Шотландія            | 1 – 1                   | Хорватія             | товариський матч      | -    | 57'      |
| 24-05-2008 | Рієка                  | Хорватія             | 1 – 0                   | Молдова              | товариський матч      | -    | 46'      |
| 31-05-2008 | Будапешт               | Угорщина             | 1 – 1                   | Хорватія             | товариський матч      | -    | 46'      |
| 08-06-2008 | Відень                 | Австрія              | 0 – 1                   | Хорватія             | ЧЄ 2008 - 1-й етап    | -    | 82'      |
| 12-06-2008 | Клагенфурт-ам-Вертерзе | Хорватія             | 2 – 1                   | Німеччина            | ЧЄ 2008 - 1-й етап    | 1    | 72'      |
| 20-06-2008 | Відень                 | Хорватія             | 1 – 1 д.ч. (1 - 3 п.п.) | Туреччина            | ЧЄ 2008 - чвертьфінал | -    | 90+7'    |
| 20-08-2008 | Марибор                | Словенія             | 2 – 3                   | Хорватія             | товариський матч      | -    | 84'      |
| 06-09-2008 | Загреб                 | Хорватія             | 3 – 0                   | Казахстан            | Відбір до ЧС 2010     | -    | 87'      |
| 10-09-2008 | Загреб                 | Хорватія             | 1 – 4                   | Англія               | Відбір до ЧС 2010     | -    | 73'      |
| 11-10-2008 | Харків                 | Україна              | 0 – 0                   | Хорватія             | Відбір до ЧС 2010     | -    |          |
| 15-10-2008 | Загреб                 | Хорватія             | 4 – 1                   | Андорра              | Відбір до ЧС 2010     | 1    | 68'      |
| 11-02-2009 | Бухарест               | Румунія              | 1 – 2                   | Хорватія             | товариський матч      | -    | 61'      |
| 06-06-2009 | Загреб                 | Хорватія             | 2 – 2                   | Україна              | Відбір до ЧС 2010     | -    | 61'      |
| 12-08-2009 | Мінськ                 | Білорусь             | 1 – 3                   | Хорватія             | Відбір до ЧС 2010     | 2    |          |
| 05-09-2009 | Загреб                 | Хорватія             | 1 – 0                   | Білорусь             | Відбір до ЧС 2010     | -    | 73'      |
| 09-09-2009 | Лондон                 | Англія               | 5 – 1                   | Хорватія             | Відбір до ЧС 2010     | -    | 46'      |
| 08-10-2009 | Рієка                  | Хорватія             | 3 – 2                   | Катар                | товариський матч      | -    | 46'      |
| 03-03-2010 | Брюссель               | Бельгія              | 0 – 1                   | Хорватія             | товариський матч      | -    | 57'      |
| 11-08-2010 | Братислава             | Словаччина           | 1 – 1                   | Хорватія             | товариський матч      | -    | 46'      |
| 03-09-2010 | Рига                   | Латвія               | 0 – 3                   | Хорватія             | Відбір до ЧЄ 2012     | 1    |          |
| 07-09-2010 | Загреб                 | Хорватія             | 0 – 0                   | Греція               | Відбір до ЧЄ 2012     | -    | 73'      |
| 09-10-2010 | Тель-Авів              | Ізраїль              | 1 – 2                   | Хорватія             | Відбір до ЧЄ 2012     | -    | 72'      |
| 10-08-2011 | Дублін                 | Ірландія             | 0 – 0                   | Хорватія             | товариський матч      | -    | 46'      |
| 11-11-2011 | Стамбул                | Туреччина            | 0 – 3                   | Хорватія             | Відбір до ЧЄ 2012     | 1    | 69' 85'  |
| 15-11-2011 | Загреб                 | Хорватія             | 0 – 0                   | Туреччина            | Відбір до ЧЄ 2012     | -    | 61'      |
| 29-02-2012 | Загреб                 | Хорватія             | 1 – 3                   | Швеція               | товариський матч      | -    | 46'      |
| 02-06-2012 | Осло                   | Норвегія             | 1 – 1                   | Хорватія             | товариський матч      | -    | 46' 71'  |
| 15-08-2012 | Спліт                  | Хорватія             | 2 – 4                   | Швейцарія            | товариський матч      | -    | 46'      |
| 11-09-2012 | Брюссель               | Бельгія              | 1 – 1                   | Хорватія             | Відбір до ЧС 2014     | -    | 59'      |
| 06-02-2013 | Лондон                 | Південна Корея       | 0 – 4                   | Хорватія             | товариський матч      | -    | 46'      |
| 22-03-2013 | Загреб                 | Хорватія             | 2 – 0                   | Сербія               | Відбір до ЧС 2014     | 1    | 83'      |
| 26-03-2013 | Свонсі                 | Уельс                | 1 – 2                   | Хорватія             | Відбір до ЧС 2014     | -    | 73'      |
| 07-06-2013 | Загреб                 | Хорватія             | 0 – 1                   | Шотландія            | Відбір до ЧС 2014     | -    |          |
| 10-06-2013 | Женева                 | Хорватія             | 0 – 1                   | Португалія           | товариський матч      | -    | 67'      |
| 14-08-2013 | Вадуц                  | Ліхтенштейн          | 2 – 3                   | Хорватія             | товариський матч      | -    | 63'      |
| 06-09-2013 | Белград                | Сербія               | 1 – 1                   | Хорватія             | Відбір до ЧС 2014     | -    | 57'      |
| 15-11-2013 | Рейк'явік              | Ісландія             | 0 – 0                   | Хорватія             | Відбір до ЧС 2014     | -    | 46'      |
| 19-11-2013 | Загреб                 | Хорватія             | 2 – 0                   | Ісландія             | Відбір до ЧС 2014     | -    | 7' 81'   |
| 05-03-2014 | Санкт-Галлен           | Швейцарія            | 2 – 2                   | Хорватія             | товариський матч      | 2    | 86'      |
| 31-05-2014 | Осієк                  | Хорватія             | 2 – 1                   | Малі                 | товариський матч      | -    | 73'      |
| 07-06-2014 | Салвадор               | Хорватія             | 1 – 0                   | Австралія            | товариський матч      | -    | 77'      |
| 12-06-2014 | Сан-Паулу              | Бразилія             | 3 – 1                   | Хорватія             | ЧС 2014 - 1-й етап    | -    |          |
| 18-06-2014 | Манаус                 | Камерун              | 0 – 4                   | Хорватія             | ЧС 2014 - 1-й етап    | 1    | 68'      |
| 23-06-2014 | Ресіфі                 | Хорватія             | 1 – 3                   | Мексика              | ЧС 2014 - 1-й етап    | -    | 70'      |
| 04-09-2014 | Пула                   | Хорватія             | 2 – 0                   | Кіпр                 | товариський матч      | -    | 69'      |
| 09-09-2014 | Загреб                 | Хорватія             | 2 – 0                   | Мальта               | Відбір до ЧЄ 2016     | -    | 79'      |
| 10-10-2014 | Софія (місто)          | Болгарія             | 0 – 1                   | Хорватія             | Відбір до ЧЄ 2016     | -    | 84'      |
| 13-10-2014 | Осієк                  | Хорватія             | 6 – 0                   | Азербайджан          | Відбір до ЧЄ 2016     | -    | 76'      |
| 16-11-2014 | Мілан                  | Італія               | 1 – 1                   | Хорватія             | Відбір до ЧЄ 2016     | -    | 69'      |
| 28-03-2015 | Загреб                 | Хорватія             | 5 – 1                   | Норвегія             | Відбір до ЧЄ 2016     | 1    | 70'      |
| 12-06-2015 | Спліт                  | Хорватія             | 1 – 1                   | Італія               | Відбір до ЧЄ 2016     | -    | 43' 46'  |
| 06-09-2015 | Осло                   | Норвегія             | 2 – 0                   | Хорватія             | Відбір до ЧЄ 2016     | -    | 63' 71'  |
| 13-10-2015 | Та-Калі                | Мальта               | 0 – 1                   | Хорватія             | Відбір до ЧЄ 2016     | -    | 83'      |
| Усього     |                        | Матчів (4 місце)     | 104                     |                      | Голів (4 місце)       | 20   |          |

## Тренерська кар'єра
2 липня 2024 року очолив молодіжну збірну Хорватії.

## Титули та досягнення

### Командні
Загреб
- Чемпіон Хорватії: 2001-02

Динамо (Загреб)
- Чемпіон Хорватії: 2002-03
- Володар Суперкубка Хорватії: 2003

ЦСКА
- Чемпіон Росії: 2003, 2005, 2006
- Володар Кубка Росії: 2004-05, 2005-06
- Володар Суперкубка Росії: 2004, 2006
- Володар Кубка УЄФА: 2004-05

«Гамбург»
- Володар Кубка Інтертото: 2007

«Баварія»
- Чемпіон Німеччини: 2009-10
- Володар Кубка Німеччини: 2009-10
- Володар Суперкубка Німеччини: 2010

### Особисті
- Найкращий бомбардир чемпіонату Хорватії: 2001-02, 2002-03